# Опсадни менталитет
Опсадни менталитет у социологији је заједнички осјећај виктимизације и дефанзивности — термин је изведен из стварног војне одбране током стварне опсаде. То је колективно ментално стање у којем група људи вјерује да су стално под нападом, потлачени или изоловани, суочени са негативним намјерама остатка свијета. Иако је групни феномен, термин описује како емоције и мисли групе у цјелини, тако и појединца.
Резултат је стање претјераног страха од околних народа и неумољив одбрамбени став.
Сродни термин бункерски менталитет може се користити у контексту предузећа која се суочавају са конкуренцијом или смањењем броја запослених, при чему се слична парадигма примјењује на одређене религијске групе.

## Карактеристике
Међу посљедицама опсадног менталитета су црно-бијела размишљања, друштвени конформизам и недостатак повјерења, али и спремност за најгоре и снажан осјећај друштвене кохезије.

## Примјери
Менталитет опсаде може се примијенити у погледу на земље као што су Израел и Сјеверна Кореја; у Сјеверној Кореји такав осјећај вјероватно охрабрује влада, како би се оправдао њен останак на власти. Русија може бити једна од држава у којој преовлађује опсадни менталитет.
Унутар Сједињених Држава, менталитет опсаде је навикнут на конзервативне јужњаке након Америчког грађанског рата, а касније и на Јужњачку стратегију и присталице Доналда Трампа, нарочито према федералној влади. Њујорк Тајмс је 2017. навео политичку америчких евангелиста као примјер одржавања менталитета опсаде.
Социолошки, термин се може односити на осјећање прогона од стране било кога у група која себе сматра угроженом мањином, као код раних психоаналитичара.
Менталитет опсаде је посебно чест у пословању, као резултат конкуренције или умањења укидањем кадровских позиција, мада се овдје може користити (мање) алтернативни „бункерски менталитет” (аналогно војницима који су се склонили у бункер). Неке религијске групе могу имати ову парадигму, посебно ако нису традиционалне главне групе.

## Књижевне аналогије
Шејмус Хини је употријебио фразу „опсједани у опсади”, да би описао осјећај опкољене католичке мањине у Сјеверној Ирској у оквиру ширег опсадног менталитета саме протестантске заједнице.